# Ostruhový filtr
Ostruhový filtr je typ vysokofrekvenčního a mikrovlnného filtru s rozloženými parametry s charakteristikou pásmové zádrže, který se nejčastěji realizuje ve formě mikropáskového přenosového vedení. Ostruhové filtry obvykle mají střední až úzkou šířku pásma zadržení, přibližně 10 % okolo střední frekvence.
Ostruhové filtry jsou velmi vhodné pro husté integrované obvody, protože jejich kompaktní konstrukce usnadňuje integraci: zabírají plochu, které odpovídá čtvrtvlnnému přenosovému vedení.

## Struktura
Ostruhový filtr je tvořen normálním mikropáskovým vedením rozděleným na dvojici užších vázaných vedení, které se spojují po vzdálenost jedné čtvrtvlny. Obrázek níže zobrazuje, že je napájený pouze jeden vstupní port vázaného vedení. Oranžová plocha znázorňuje vodič mikropáskového vedení, šedá barva odhalené dielektrikum.

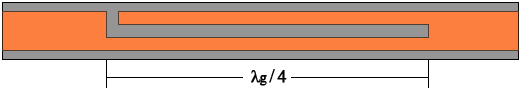
Mikropásková ostruhová pásmová zádrž

{\displaystyle \lambda _{g}} je vlnová délka odpovídající střední frekvenci zadrženého pásma vyjádřené rychlostí šíření pro použitý materiál. Jedná se o nejdůležitější parametr filtru, který určuje pásmo zadržení.
Vzdálenost mezi vázanými vedeními ovlivňuje šířku pásma filtru. Čím menší je vzdálenost, tím užší je zadržené pásmo. Tato vzdálenost je samozřejmě omezena rozlišením tisku na desce plošných spojů a obvykle se uvažuje asi 10 % šířky vstupního mikropásku.
Mezera mezi vstupním mikropáskovým vedením a vedením naprázdno vazebního prvku má zanedbatelný vliv na frekvenční odezvu filtru. Proto se uvažuje přibližně stejná jako vzdálenost obou vázaných vedení.

## Tištěné antény
Ostruhové filtry lze použít také v tištěných anténách jako je např. rovinná anténa tvaru obráceného F. Přídavné rezonance mohou být navrženy tak, aby rozšířily šířku pásma antény nebo umožnily práci ve více pásmech, například pro třípásmový mobilní telefon.

## Historie
Ostruhový filtr navrhli v roce 1964 Schiffman a Matthaei ve formě stripline. Bates v roce 1977 upravil návrh pro mikropásek. Nguyen a Hsieh v roce 1983 vylepšili analýzu pro mikropáskové provedení.